# Jardin des Plantes (Toulouse)
Le jardin des Plantes est un jardin public de Toulouse, chef-lieu de la région Occitanie, dans le Midi de la France.
Il s'agissait d'un jardin des plantes et il en a conservé le nom mais pas le statut. Il fait partie, avec le Grand Rond et le Jardin Royal, d'un ensemble de trois jardins publics aménagés au cours des XVIIIe et XIXe siècles au sud-est du centre-ville de Toulouse. Il est propriété de la commune et géré par le service des Espaces verts de la ville.

## Situation et accès
Le Jardin des Plantes se trouve au sud-est du centre-ville, dans le quartier historique du Busca, qui appartient au quartier no 5. Il s'étend sur sept hectares et a la forme d'un triangle irrégulier limité par l'allée Serge-Ravanel à l'est, la rue Alfred-Duméril à l'ouest, et les bâtiments en bordure des allées Jules-Guesde au nord.
Six entrées ou « portes » donnent accès Jardin des Plantes : 
- au nord-ouest, la « porte Virebent », allées Jules-Guesde, face à la rue Théodore-Ozenne ;
- à l'ouest, la « porte Duméril », au carrefour de la rue Alfred-Duméril et de la rue Jean-Baptiste-Lamarck ;
- au sud, la « porte Frizac », au carrefour de l'allée Serge-Ravanel et de la rue Alfred-Duméril ;
- à l'est, la « porte de l'Arsenal », allée Serge-Ravanel ;
- au nord-est, la « porte Mistral », au carrefour de l'allée Serge-Ravanel et du square Boulingrin et face au jardin du Grand Rond ;
- au nord, la « porte Matilda », au bout de l'allée du même nom.

De plus, une passerelle, au-dessus du square Boulingrin, relie directement le Jardin des Plantes au jardin du Grand Rond.

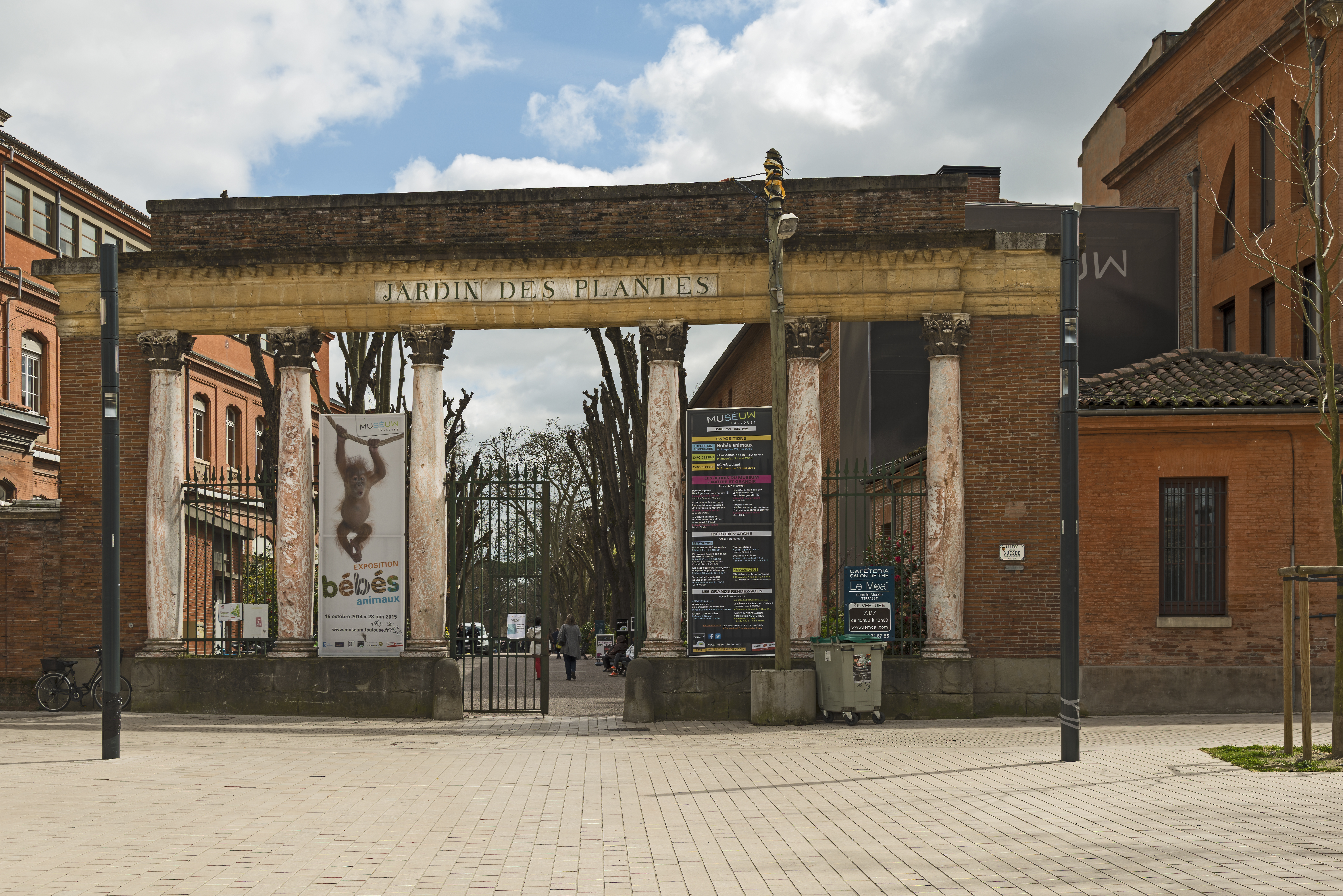
La porte Virebent.
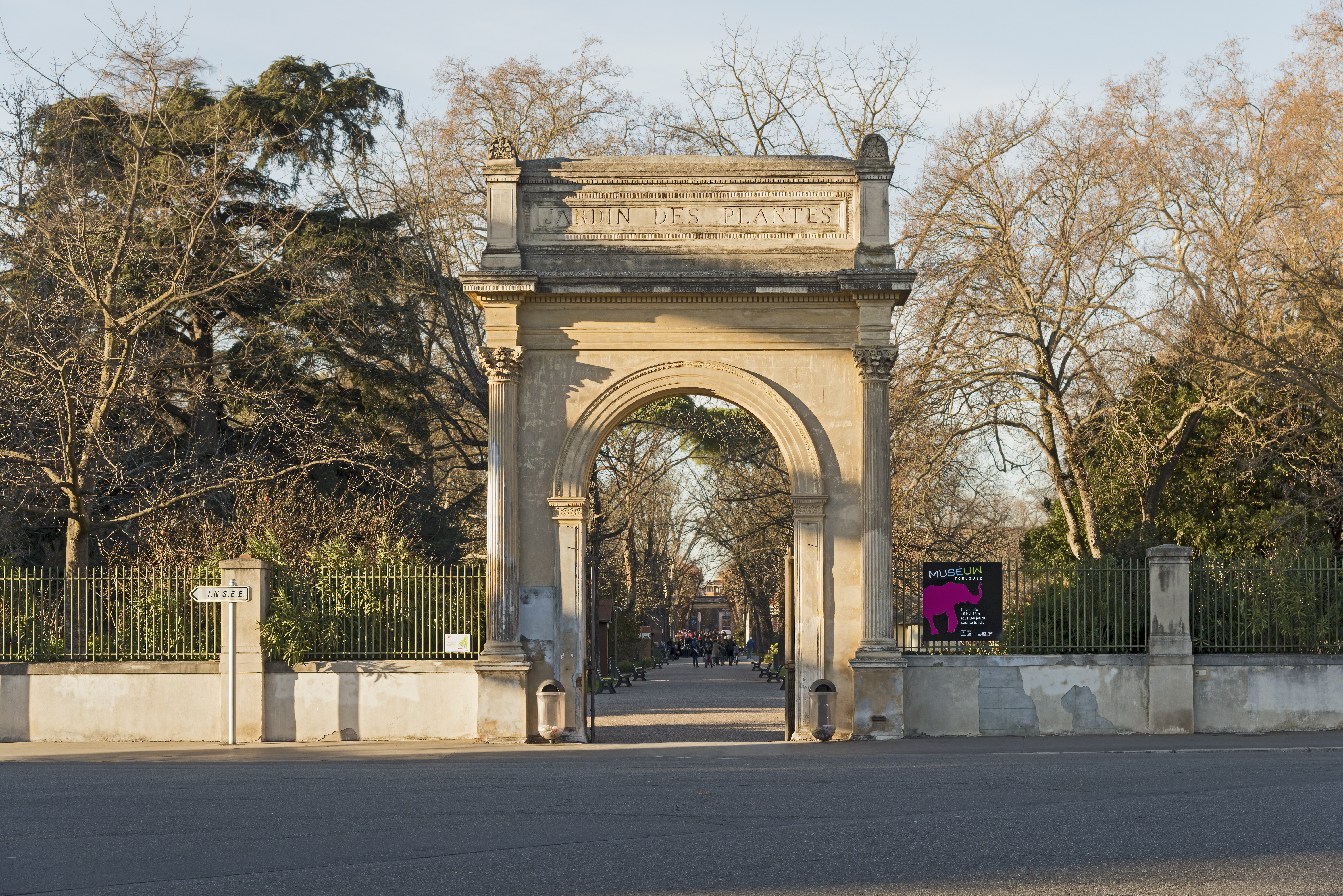
La porte Frizac et la perspective de l'allée des Justes-des-Nations.
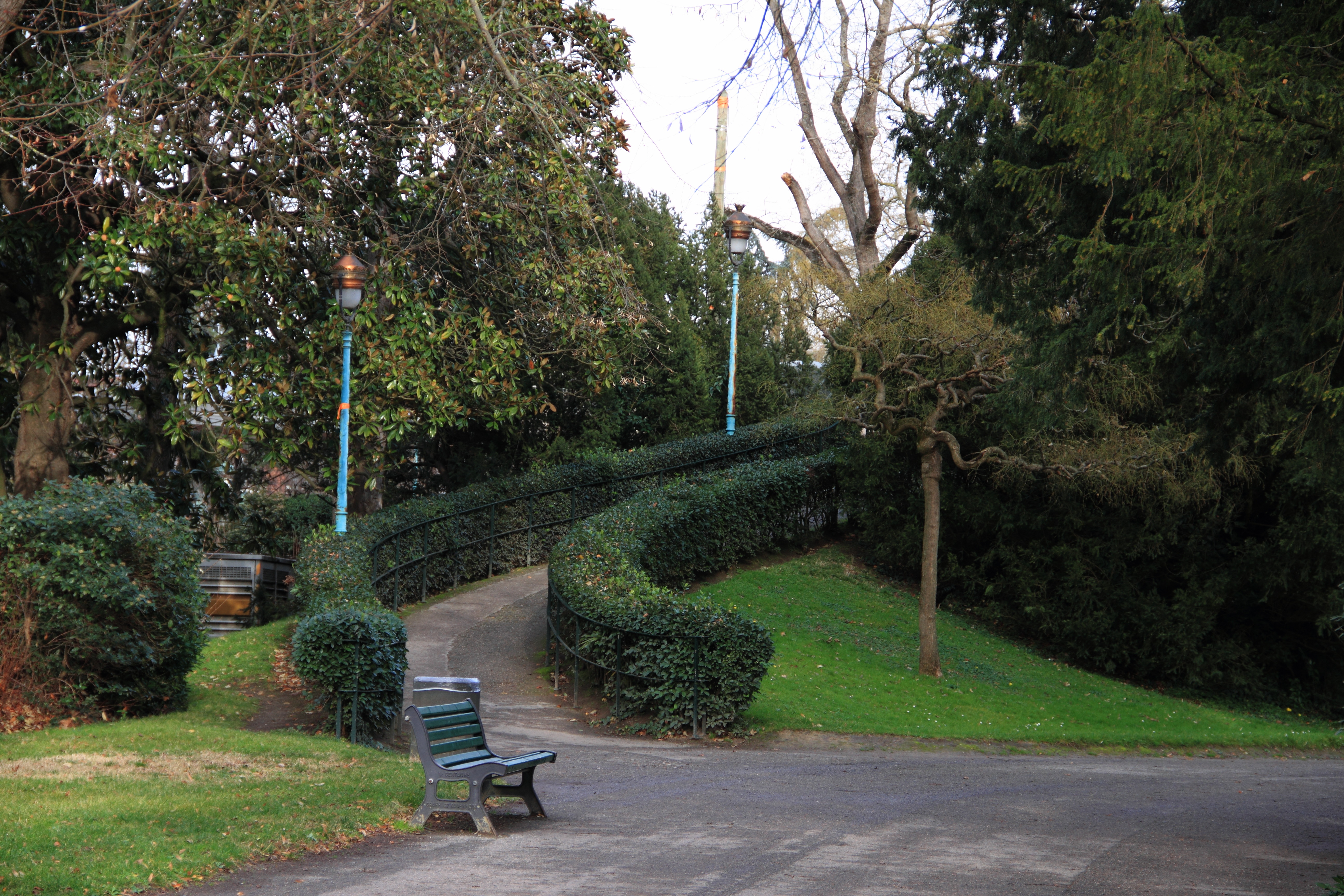
La passerelle entre le Jardin des Plantes et le jardin du Grand Rond.

Il est bordé par l'École de médecine, le Muséum d'histoire naturelle, le théâtre Daniel-Sorano et l'église Saint-Exupère.
Par ailleurs, le Jardin des Plantes est desservi à proximité par le réseau de transports en commun Tisséo. L'allée Serge-Ravanel et l'allée Frédéric-Mistral sont parcourues par la ligne de Linéo L9 et par la ligne de bus 44. Cette dernière dessert également, comme la ligne de bus 66, les allées Jules-Guesde, où débouche la station de métro Palais-de-Justice, sur la ligne B, ainsi que la station terminus de la ligne T1 du tramway.
Enfin, il existe plusieurs stations de vélos en libre-service VélôToulouse à proximité des différentes entrées du Jardin des Plantes : les stations no 67 Guesde-Ozenne (35 allée Jules-Guesde), no 102 Mistral-Fleurance (18 allée Frédéric-Mistral), no 113 Duméril-Lamarck (face au 58 rue Alfred-Duméril) et no 115 Demoiselles-Mistral (8 allée des Demoiselles)

## Histoire

### Les origines
C'est à partir du XVIe siècle que se développent les premiers jardins botaniques : il s'agit d'abord de jardin de simples (hortus sanitatis), visant à cultiver des plantes utiles en pharmacie. Associés le plus souvent aux universités et aux institutions dévolues à l'enseignement de la médecine, ils servent également de lieu de formation. En France, le Jardin des simples de Montpellier est créé en 1593, et le Jardin des plantes médicinales de Paris en 1635. Peu à peu, la culture s'étend aux espèces dénuées de vertus thérapeutiques, transformant ainsi ces jardins en véritables jardins botaniques (hortus botanicus).
En 1729, la société des sciences de Toulouse est fondée. Elle reçoit rapidement le soutien des capitouls et, en 1734, obtient un terrain destiné à la création d'un jardin botanique, dans la rue Saint-Bernard, près de la porte Matabiau (emplacement au-devant de l'actuel no 35 boulevard de Strasbourg), au nord du bourg Saint-Sernin. Il est ouvert aux pauvres et aux plus démunis, qui peuvent y chercher des plantes médicinales. Des cours de botanique y sont également dispensés aux écoliers en médecine, ouverts au public par la suite,.
En 1746, la société des sciences est réunie à une autre société savante de la ville, la société des belles-lettres, et devient, par lettres patentes de Louis XV, académie royale des sciences, inscriptions et belles-lettres. En 1748, François Garipuy, directeur des travaux de la sénéchaussée de Toulouse et membre de l'académie, soumet à l'intendant du Languedoc, Jean Le Nain, un projet d'embellissement de la ville de Toulouse : il propose en particulier la création d'un jardin public médicinal à l'extérieur de la ville, entre le couvent des Carmes déchaussés (actuels no 33-35 allées Jules-Guesde) et l'oratoire du Crucifix (emplacement de l'actuel square Boulingrin), mais le projet n'est pas retenu.
Mais, de façon plus urgente, les membres de la nouvelle académie cherchent à acquérir un siège propre à accueillir leurs réunions, une bibliothèque et les collections. En 1750, ils forment le vœu d'acquérir l'ancien hôtel de la Sénéchaussée (emplacement de l'actuelle église du Gésu, no 22 bis rue des Fleurs). Le bâtiment est propriété royale : c'est Henri-Auguste de Chalvet-Rochemonteix, sénéchal de Toulouse et membre de l'académie, qui obtient par arrêt du conseil la vente à l'académie de l'hôtel et de deux jardins. En 1756, les plantes du jardin botanique de la porte Matabiau sont déplacées dans le plus grand des deux jardins, sur une superficie d'environ 2 600 m². Les différentes espèces y sont rangées selon la méthode de Tournefort, puis selon la méthode de Jussieu après 1780. La même année, une serre est construite pour abriter les plantes d'origine tropicale. À la fin du XVIIIe siècle, le jardin botanique compte près de 1 300 espèces de plantes, locales ou en acclimatation, ce qui en fait un des principaux jardins botaniques de province. En revanche, la mauvaise qualité du sol et le manque de financement rendent difficile l'entretien : en 1785, comme la serre est abimée, une vague de froid fait périr le frangipanier, l'ananas, le bananier et les plants de patate douce.

### Les transformations de la Révolution française à l'Empire

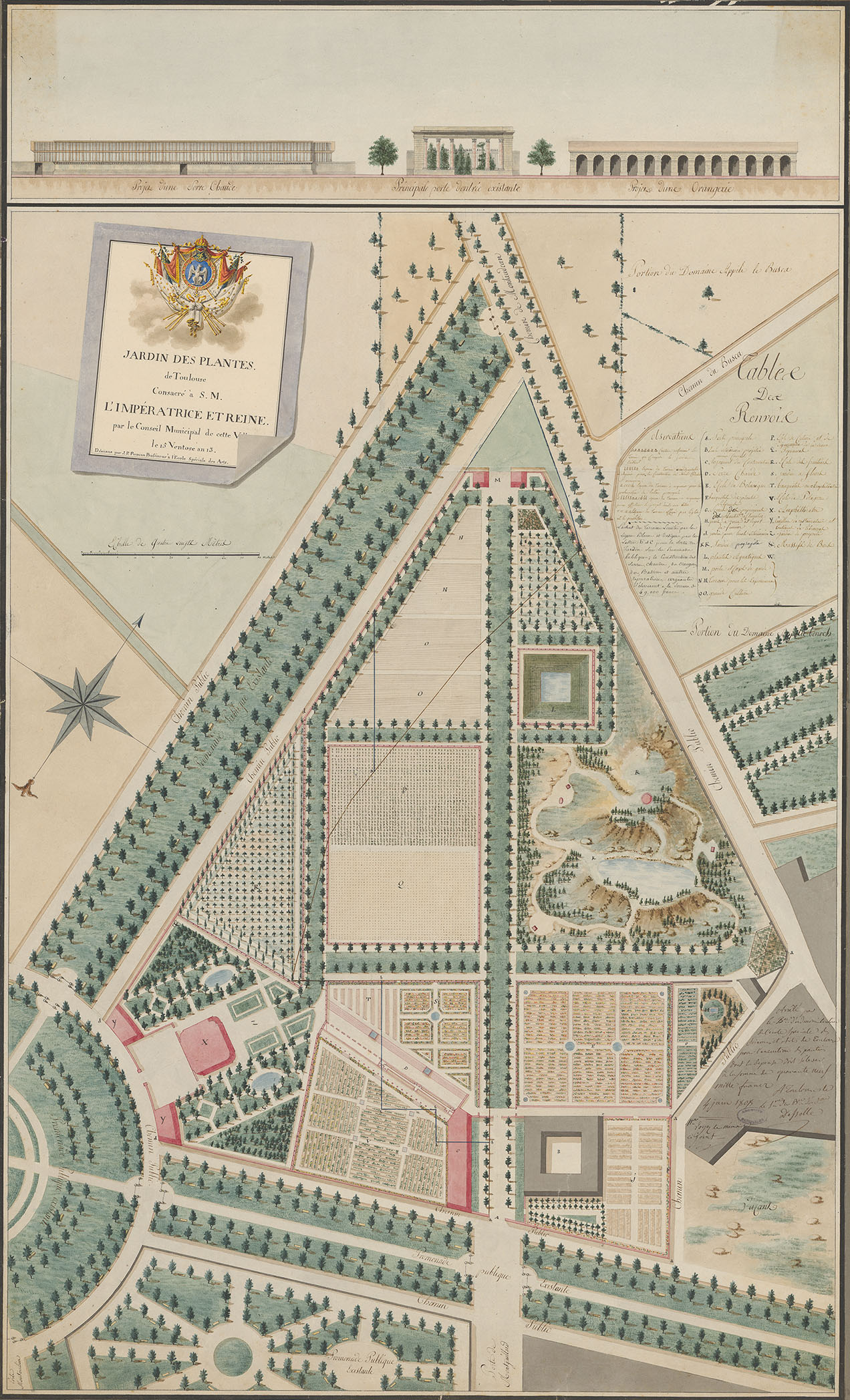
Plan du Jardin des plantes de Toulouse (1805, archives nationales).

En 1789, la Révolution française apporte un certain de transformations. En 1793, la Convention nationale décide la suppression de toutes les académies royales : assimilées aux corporations, supprimées par la loi Le Chapelier en 1791, protégées par la puissance royale et composées en majorité de membres de la noblesse, les académies sont en effet soupçonnées d'être des foyers de contre-révolution. À Toulouse, l'académie des sciences, inscriptions et belles-lettres, dissoute, est chassée de l'hôtel de la Sénéchaussée, dépouillée de son jardin botanique, ses biens confisqués et dispersés. Mais la disparition de l'académie n'entraîne pas celle du jardin botanique : par son décret du 19 décembre 1793 (29 frimaire an II) sur l'organisation de l'instruction, la Convention nationale impose la création ou la conservation d'un jardin botanique dans chaque département.
Le 17 juin 1794 (29 prairial an II), le directoire du département de la Haute-Garonne, sur l'insistance des administrateurs du jardin botanique, Philippe Picot de Lapeyrouse et Ferrière, se préoccupe de le déplacer sur le domaine de Frescati et sur les terrains de l'ancien couvent des Carmes déchaussés (actuels no 33-35 allées Jules-Guesde). Il en transmet le projet au comité d'instruction publique de la Convention nationale. En août 1794, sans attendre l'accord de la Convention nationale, Ferrière fait transporter dans l'ancien couvent des Carmes déchaussés une partie des plantes du jardin botanique, arguant que les bâtiments de la rue de la Sénéchaussée ne peuvent suffire à abriter toutes les plantes, alors qu'on veut le charger de conserver les plantes saisies dans les propriétés des émigrés. Dès le mois de septembre 1794, des travaux sont engagés afin de faire réparer la sacristie et le réfectoire, où sont entreposées les plantes, puis faire construire une serre destinée à la culture de la pomme de terre.
En juillet 1795, alors que la Convention thermidorienne a décidé de rendre les chapelles et les églises au culte catholique, le directoire du département décide d'affecter l'église des Carmes (actuelle église Saint-Exupère, no 33 allées Jules-Guesde) aux habitants du faubourg Saint-Michel, mais conserve au jardin botanique la sacristie et les chapelles du côté ouest. En décembre 1795, le directoire du département établit un plan d'agrandissement du jardin botanique, dont les limites seraient données, à l'ouest par le chemin de Montaudran (actuelle rue Alfred-Duméril), au nord par l'Esplanade (actuelles allées Jules-Guesde), et à l'est par la Grande Allée (actuelles allées Serge-Ravanel et Frédéric-Mistral). En mai 1804, la commune obtient la concession de tout l'ancien couvent des Carmes déchaussés et de son jardin. Elle décide aussitôt la construction d'une nouvelle entrée, face à l'Esplanade (actuelle porte Virebent, allées Jules-Guesde).
En 1806, l'empereur Napoléon Ier, cherchant à mettre fin aux conflits qui opposent les fidèles catholiques du faubourg Saint-Michel, décrète que l'ancienne église des Carmes déchaussés, désormais placée sous l'invocation de saint Exupère, doit être entièrement rendue au culte. Le 29 février 1807, M. Lafferière, ingénieur de la régie, et Pascal Virebent, architecte de la ville, procèdent à la démarcation des terrains dévolus à l'église et aux Jardins des Plantes. Par décret du 27 juillet 1808, l'empereur donne à la ville les terrains et les bâtiments du jardin, comprenant donc le cabinet d'histoire naturelle.

### Les travaux d'aménagement et d'agrandissement
Les travaux d'aménagement se poursuivent, d'abord par l'édification d'une butte artificielle, à l'ouest du jardin, commencée avant 1814. Pendant la bataille de Toulouse, le 10 avril 1814), elle est d'ailleurs utilisée comme point d'artillerie. La fin des guerres napoléoniennes et la restauration de la monarchie favorisent la reprise des travaux : entre 1817 et 1818, la butte est encore surélevée, et un canal, creusé le long de l'allée des Demoiselles et alimenté par les eaux du canal du Midi prises près du pont des Demoiselles, permet de fournir de l'eau en abondance et remplit une pièce d'eau servant de réservoir. En 1823 et 1824, les bâtiments de l'ancien couvent des Carmes déchaussés sont également restaurés et une nouvelle serre est construite.
En 1829, la municipalité cherche à agrandir les terrains dévolus au jardin des plantes en achetant le terrain du Pré du Glacier, du côté de la Grande Allée. Mais ce n'est qu'en 1840 que le terrain est vendu.

### Un jardin public

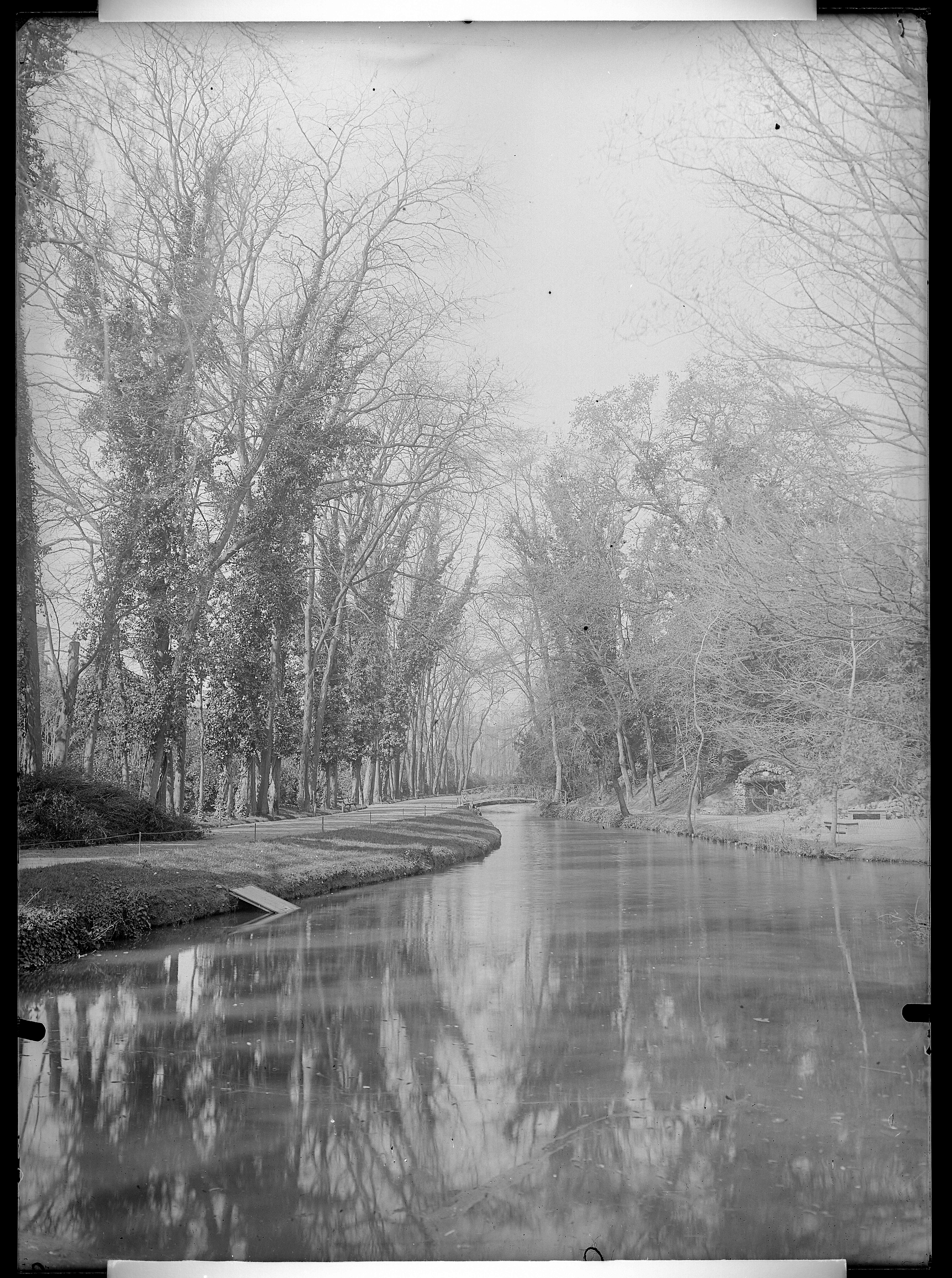
Toulouse : jardin des Plantes - canal, avril 1898, par Eugène Trutat. Document conservé au Muséum de Toulouse.

Après 1886, le jardin botanique dut se réfugier dans un espace clos faisant suite au Muséum, au nord-ouest du jardin.
Puis le périmètre du Jardin fut légèrement modifié : il fut agrandi vers la Grande Allée (maintenant allée Frédéric-Mistral) mais perdit de la surface vers l'allée Jules-Guesde lors de la construction de la Faculté de médecine (1885).
Le jardin fut transformé pour la venue de l'exposition internationale de 1887 : il devint un jardin public.
Des phoques, ours, singes, etc. ont peuplé le Jardin jusqu'en 1976, ensuite, ne s'y trouvèrent que des poules d'eau (Gallinule), canards, oies, cygnes, paons.

Animaux du jardin des plantes en novembre 1961. Photographies d'André Cros, Archives de Toulouse
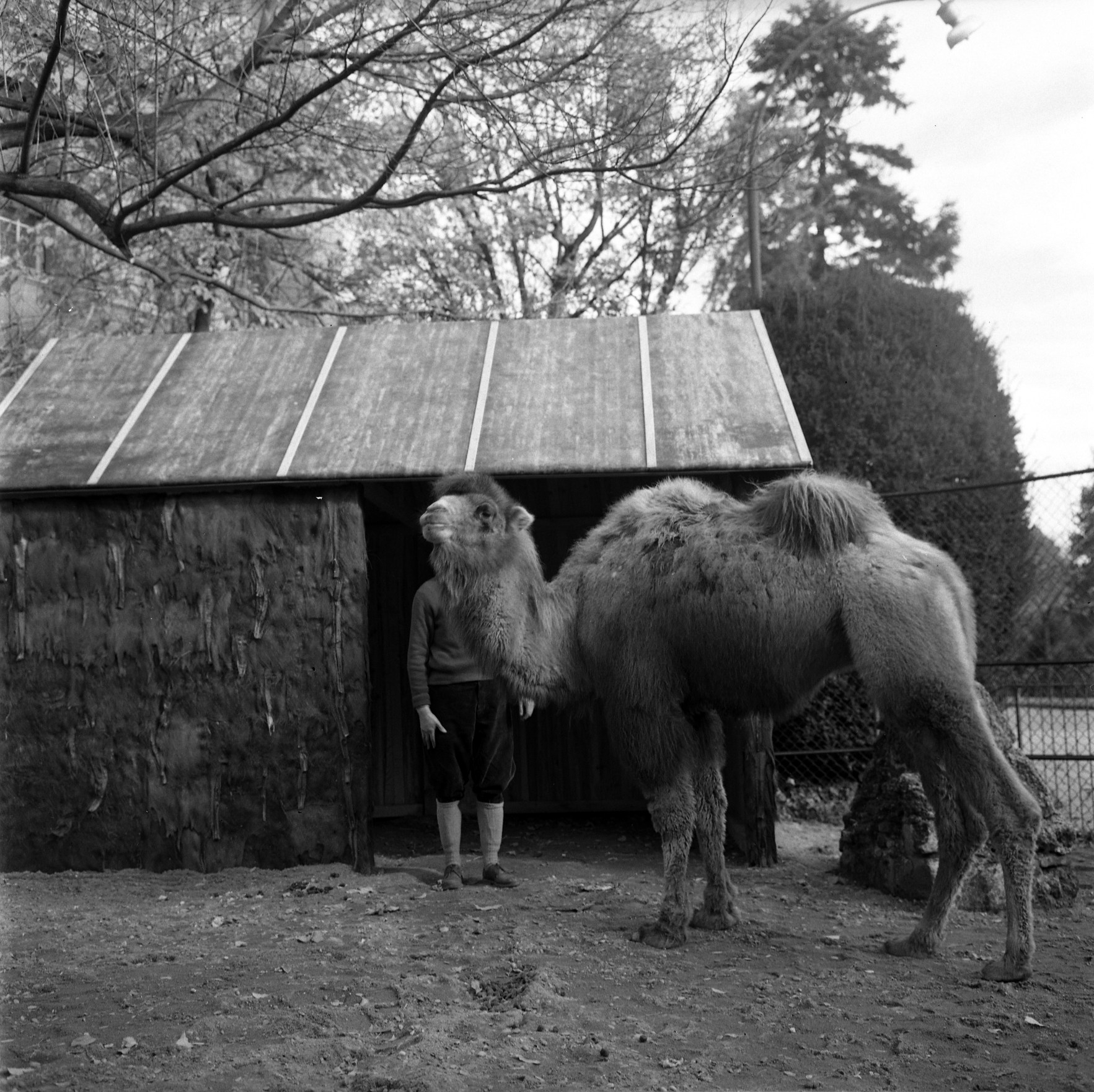
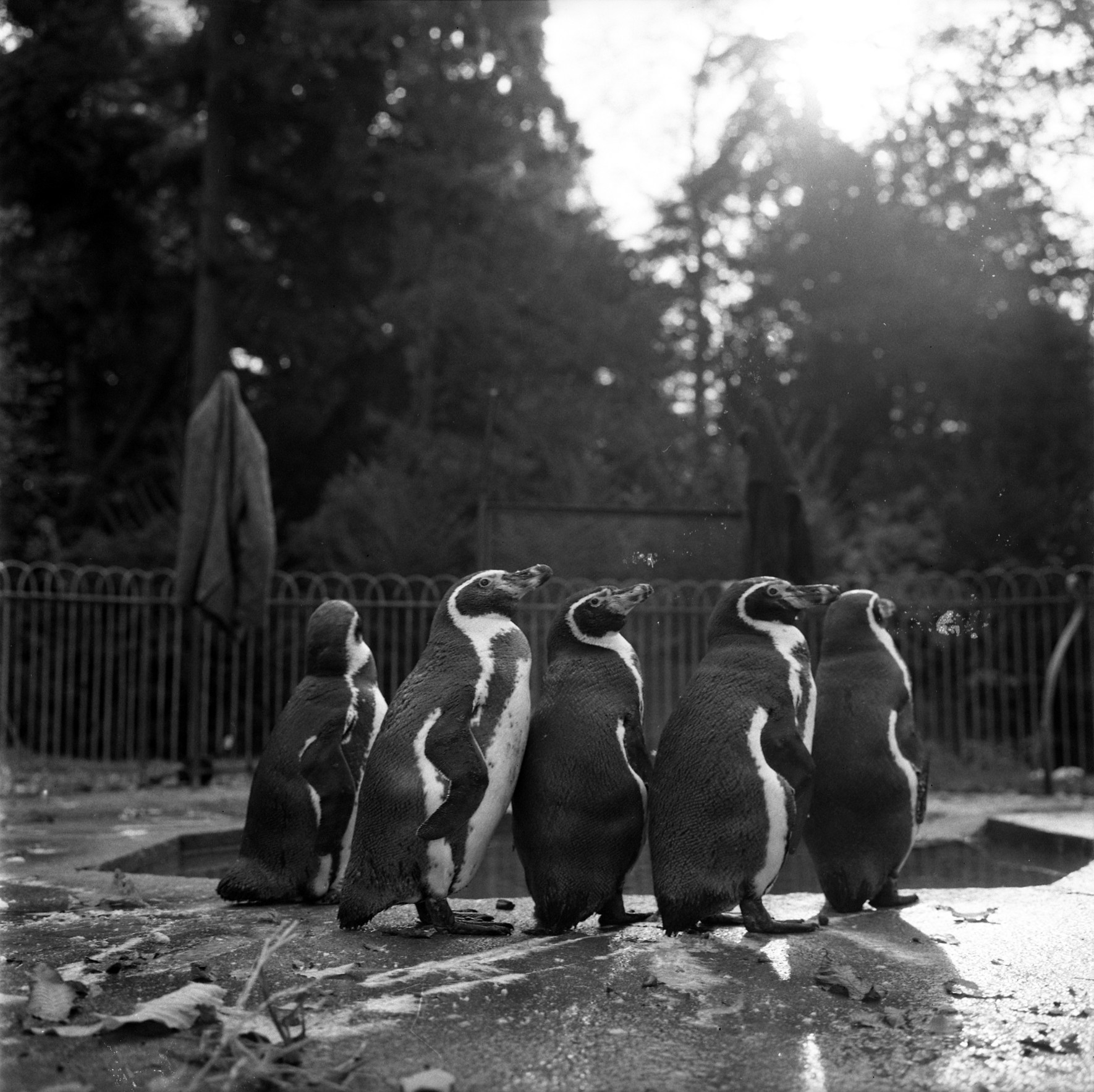
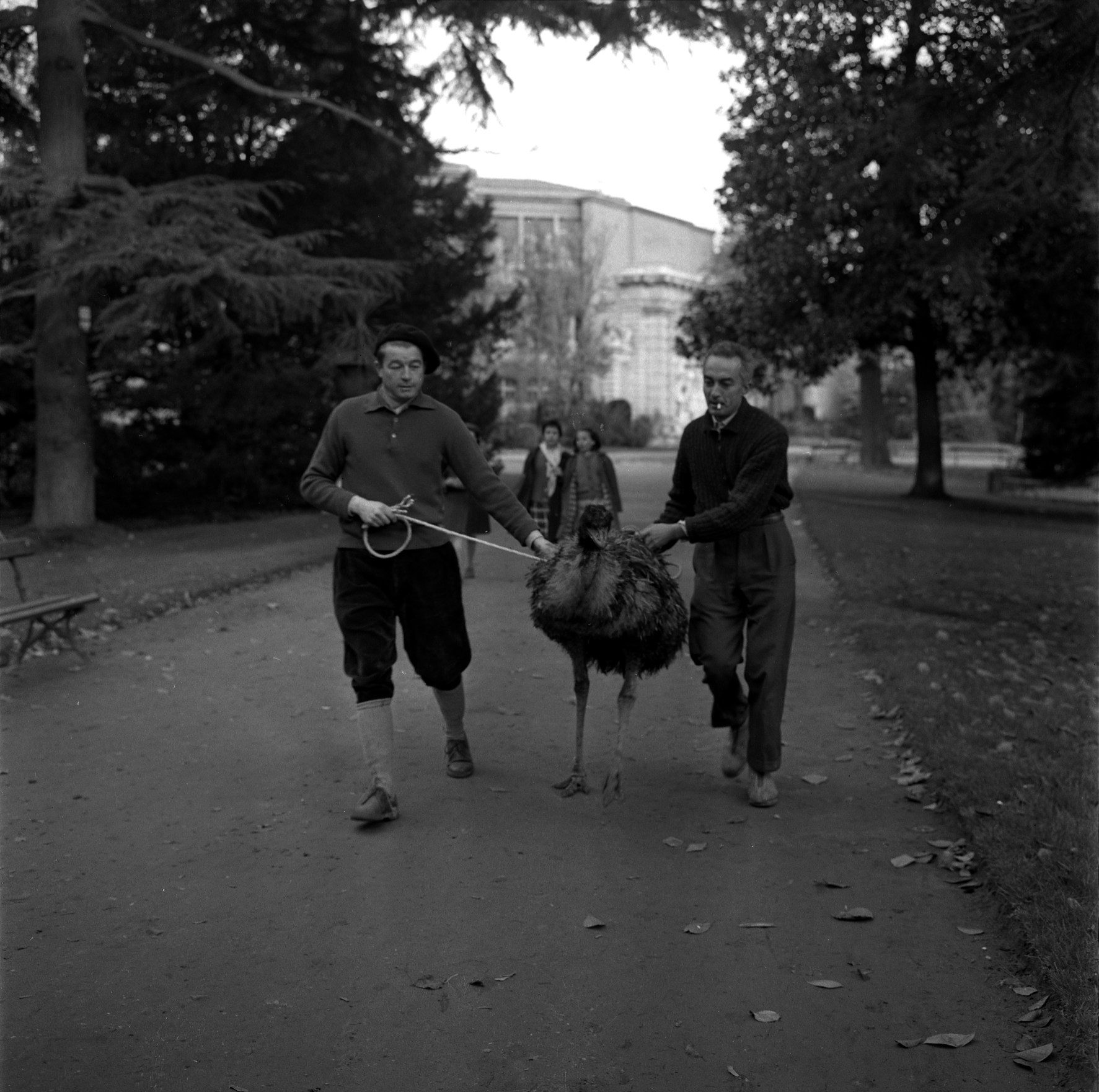
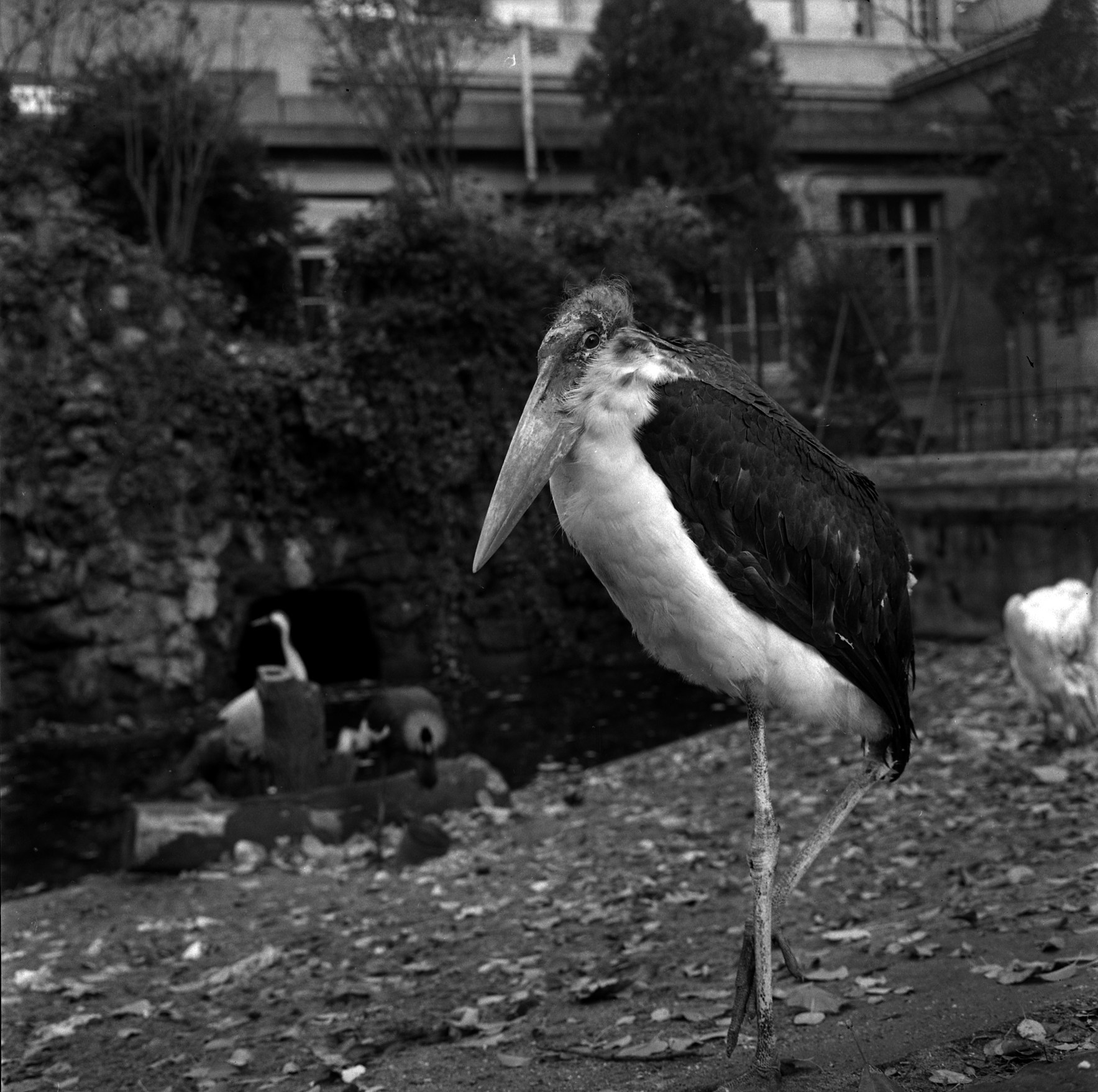

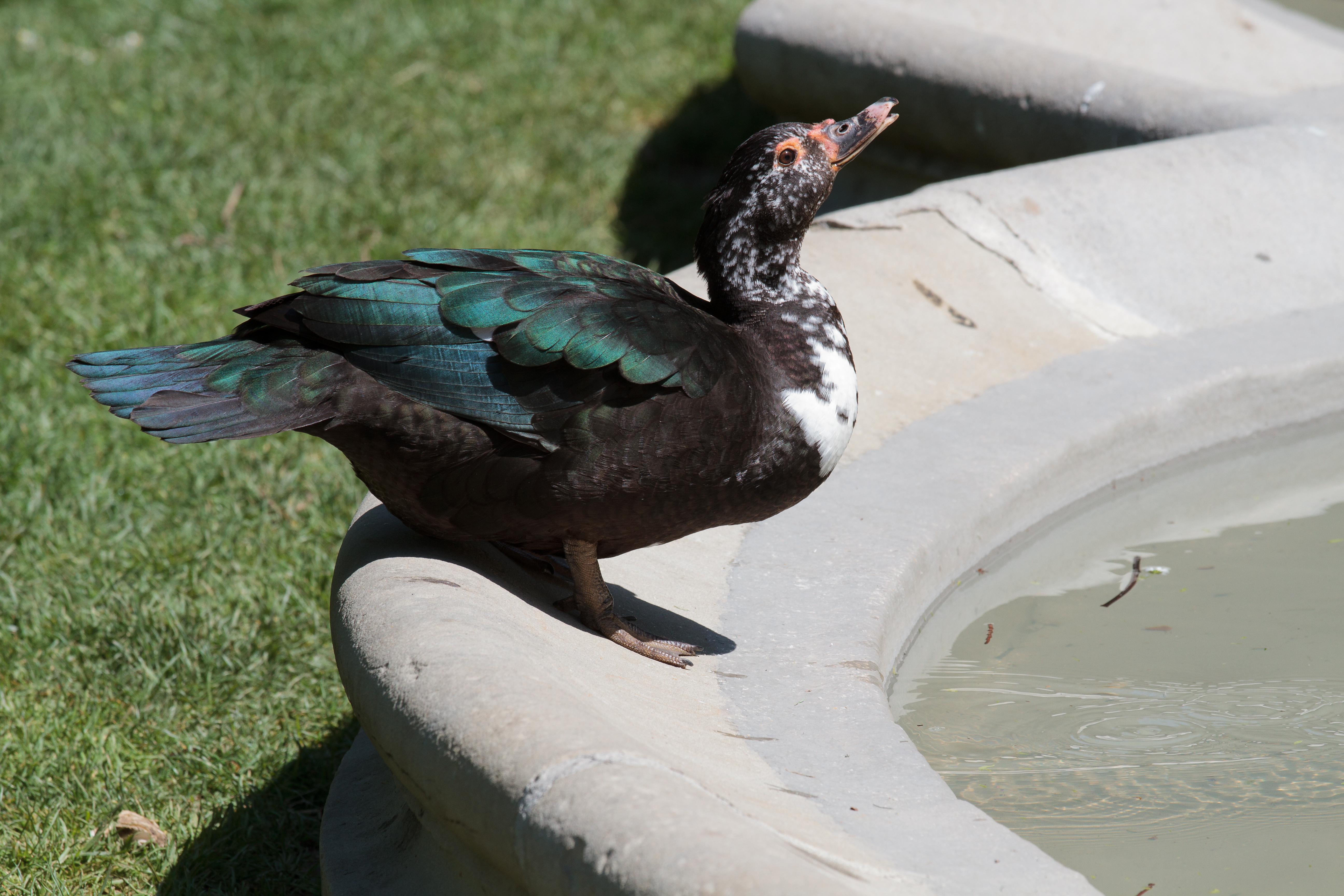
canard musqué dans le jardin.
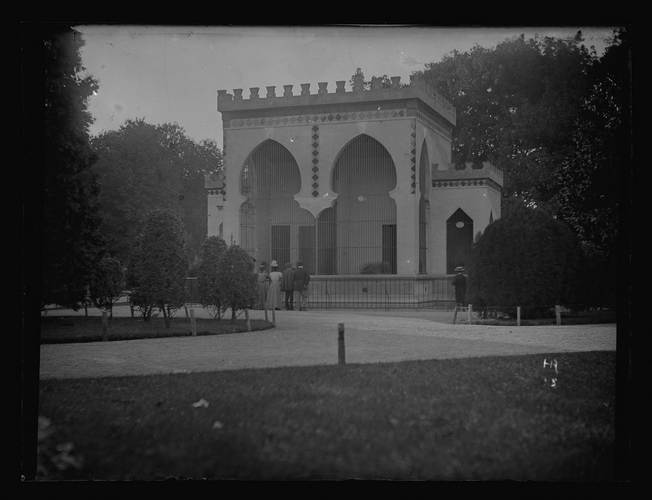
Ancienne ménagerie aux fauves en 1898. Photographie d'Eugène Trutat, Archives de Toulouse.

## Plantes

### Lythraceae

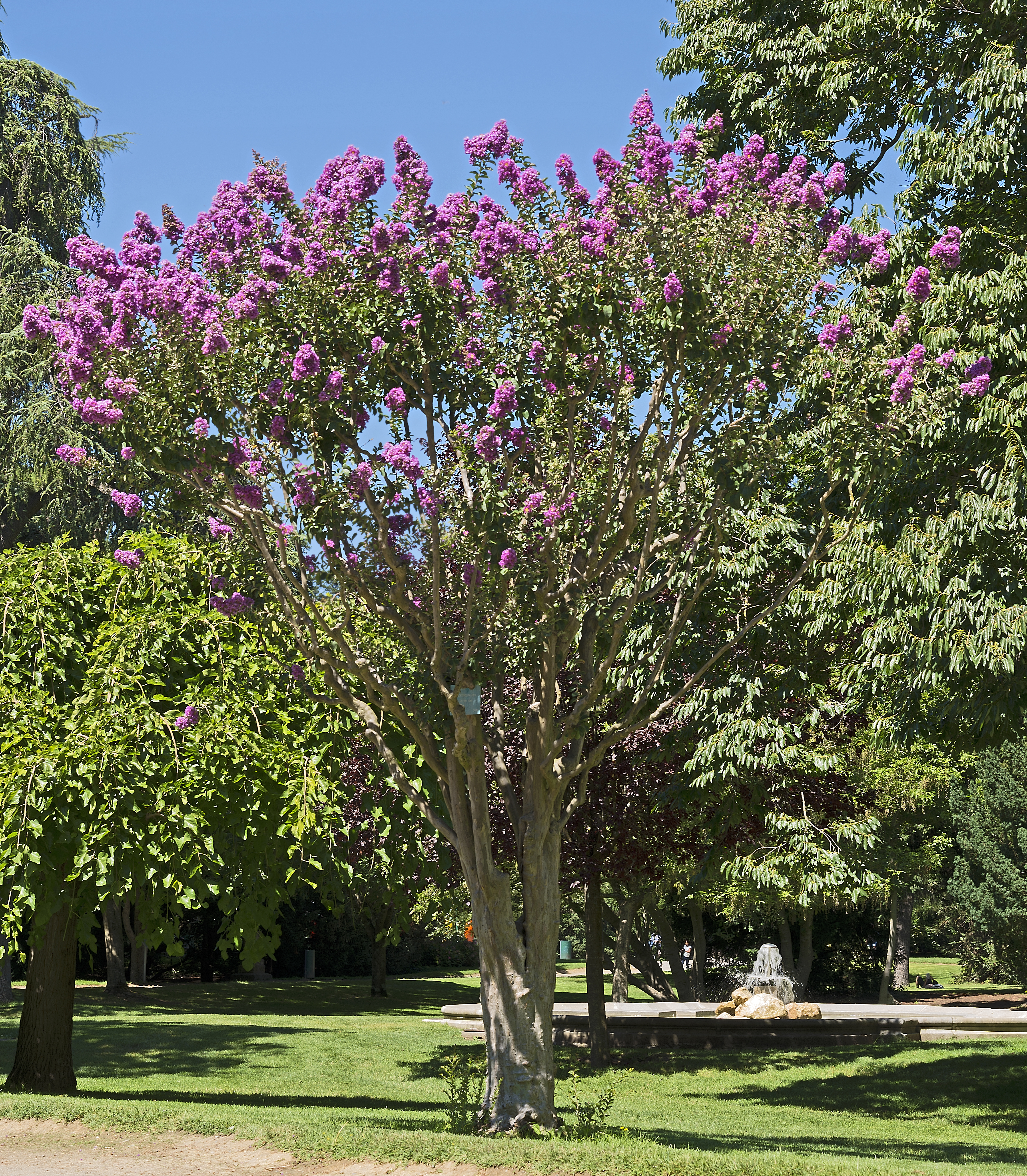
Lagerstroemia indica

- Lagerstroemia indica

### Conifèreset plantes alliées
- Cyprès chauve
- Cyprès du Japon
- Métaséquoia
- Ginkgo biloba

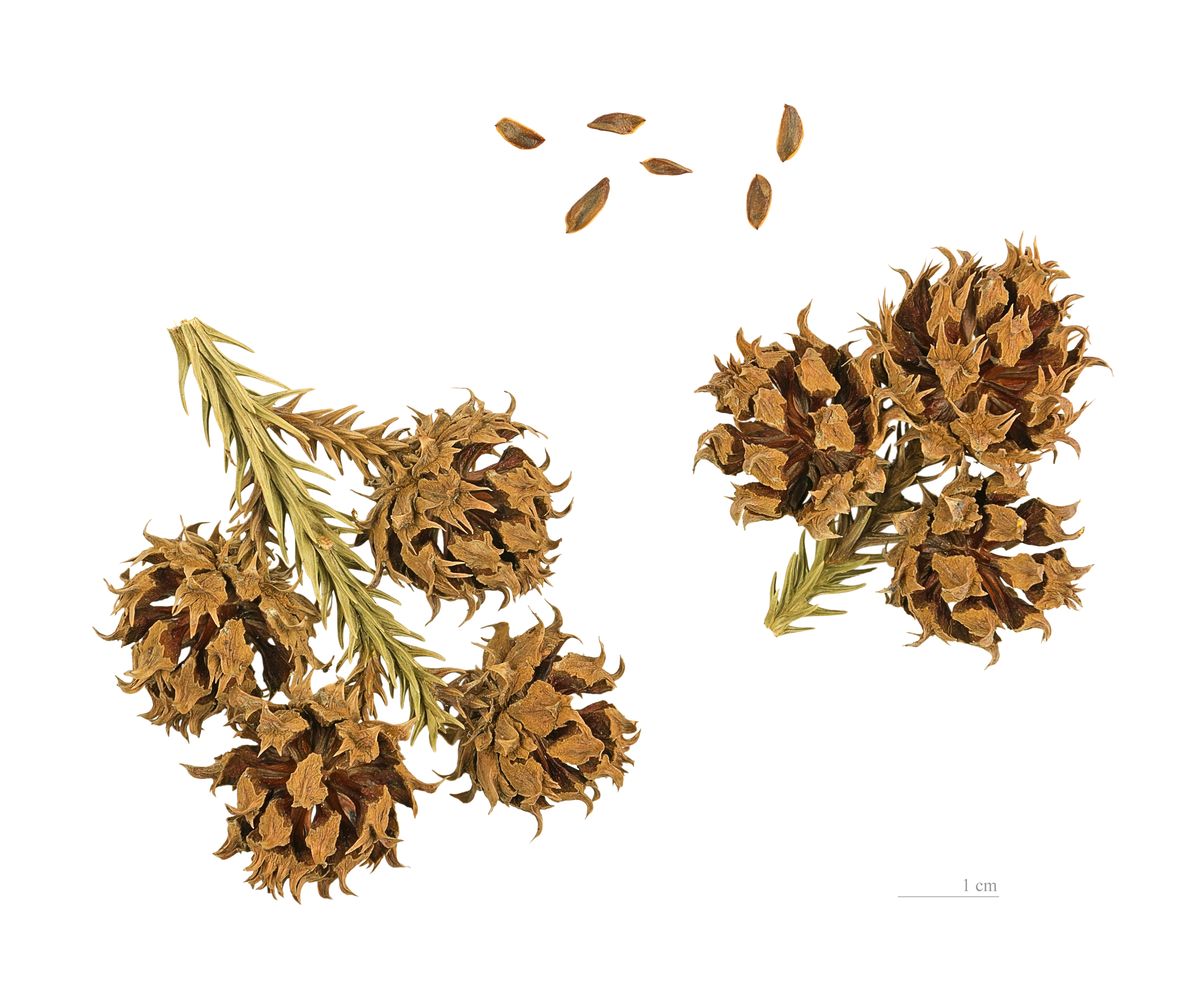
Cyprès du Japon Muséum de Toulouse
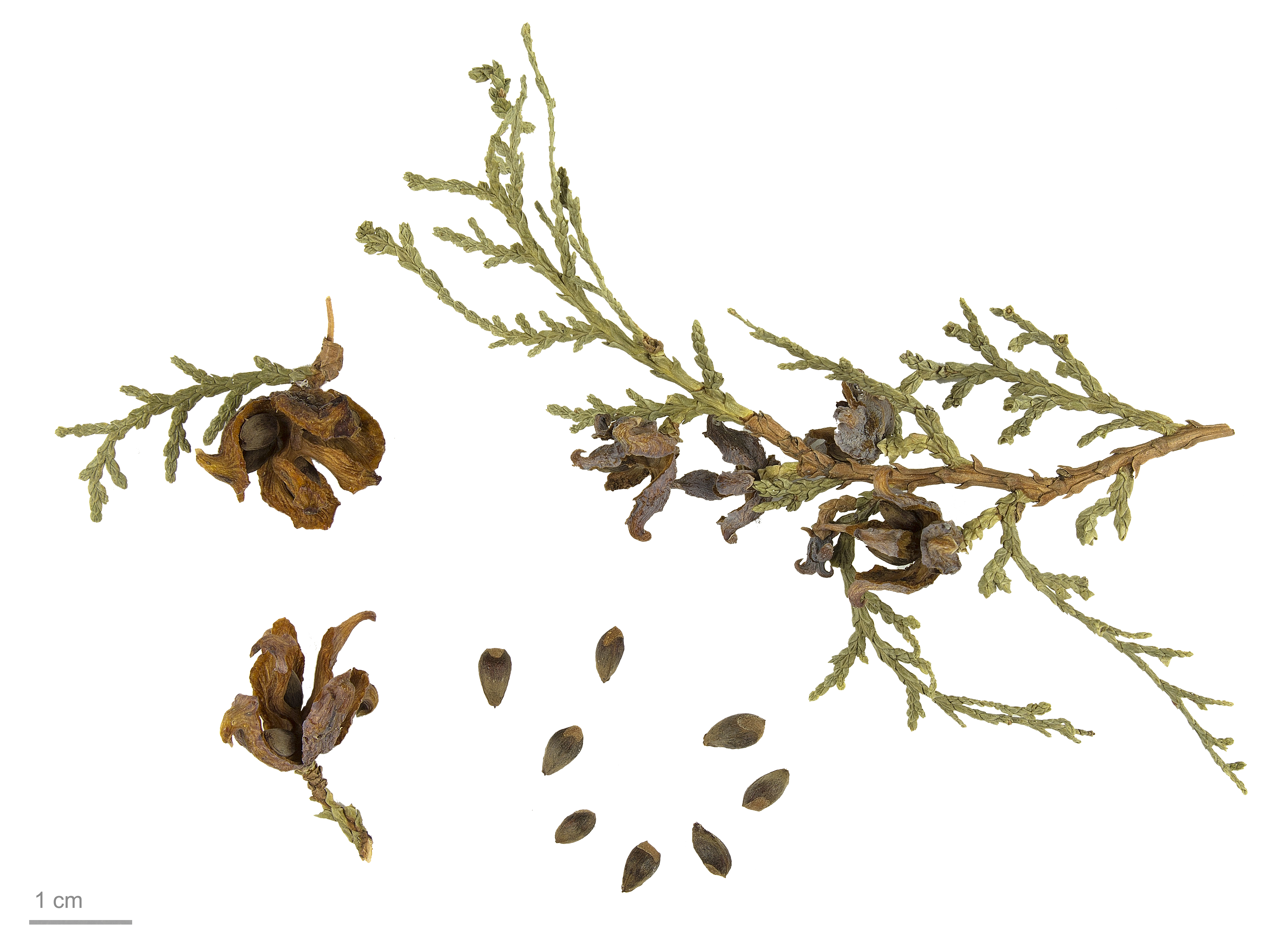
Thuya de Chine Muséum de Toulouse

### Feuillus
- Noyer noir d'Amérique
- Aulne glutineux var. laciniata

## Patrimoine et lieux d'intérêt

### Patrimoine architectural
Le Jardin regroupe plusieurs vestiges, tels des bâtiments anciens ou rénovés. Parmi ces derniers, le Muséum datant de la fin du XVIe siècle. La porte d'entrée Est du jardin est une reconstitution datant de 1886 d'une des portes de l'ancien Capitole. Le dessin de la porte Nord, donnant sur la rue Théodore-Ozenne, fut esquissé en 1806 par Jacques-Pascal Virebent et les premières traces de sa construction remontent au 15 ventôse de l'an XIII.
- cascade de l'île (1877)[23].
- fenêtre des moulins du Château-Narbonnais.
- porte de l'Arsenal (1620-1622, Pierre Monge)[24].
- porte de la Commutation (1575-1576, Jean Aleman).  Inscrit MH (1925)[25].

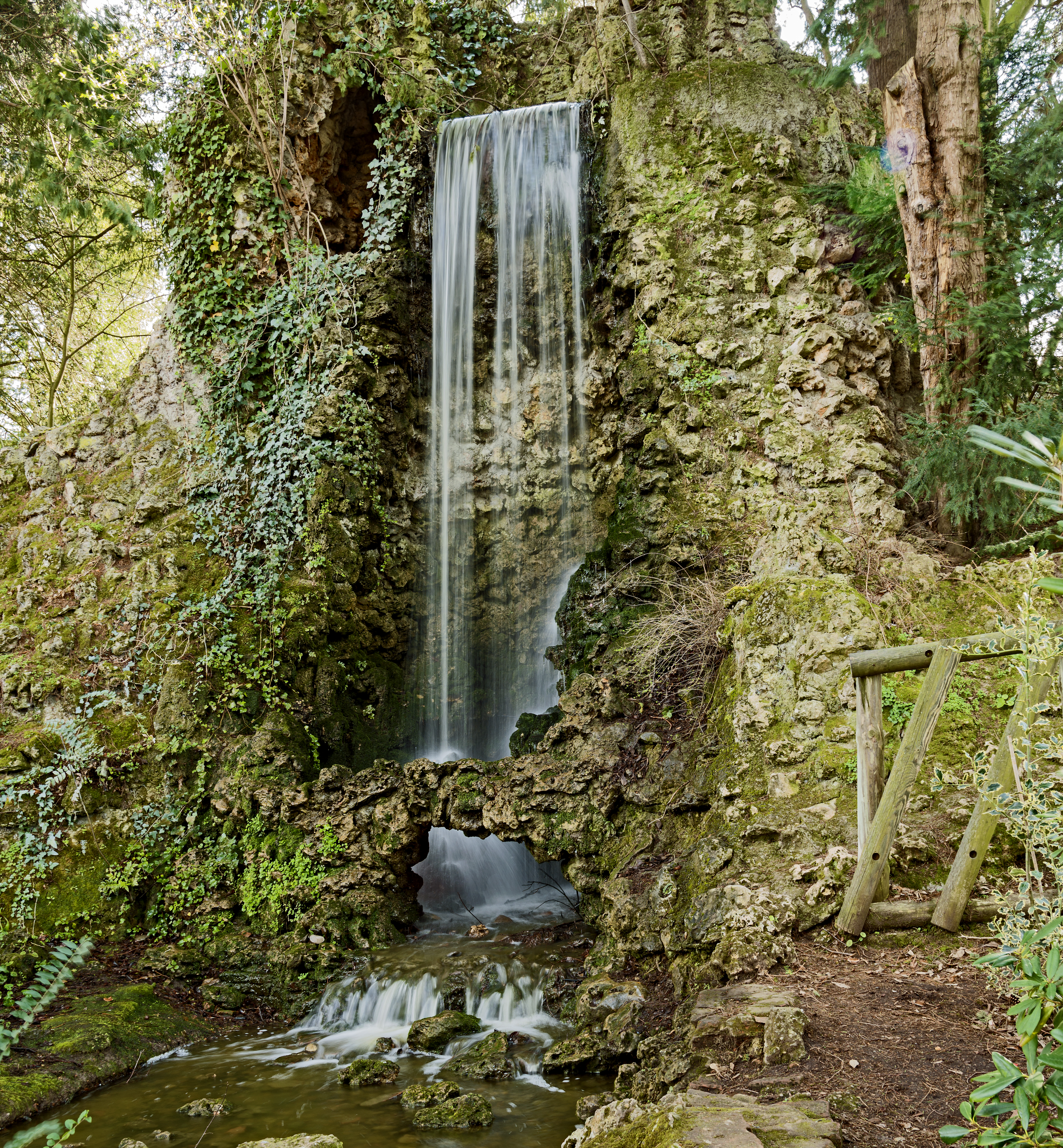
La cascade de l'île (1877).
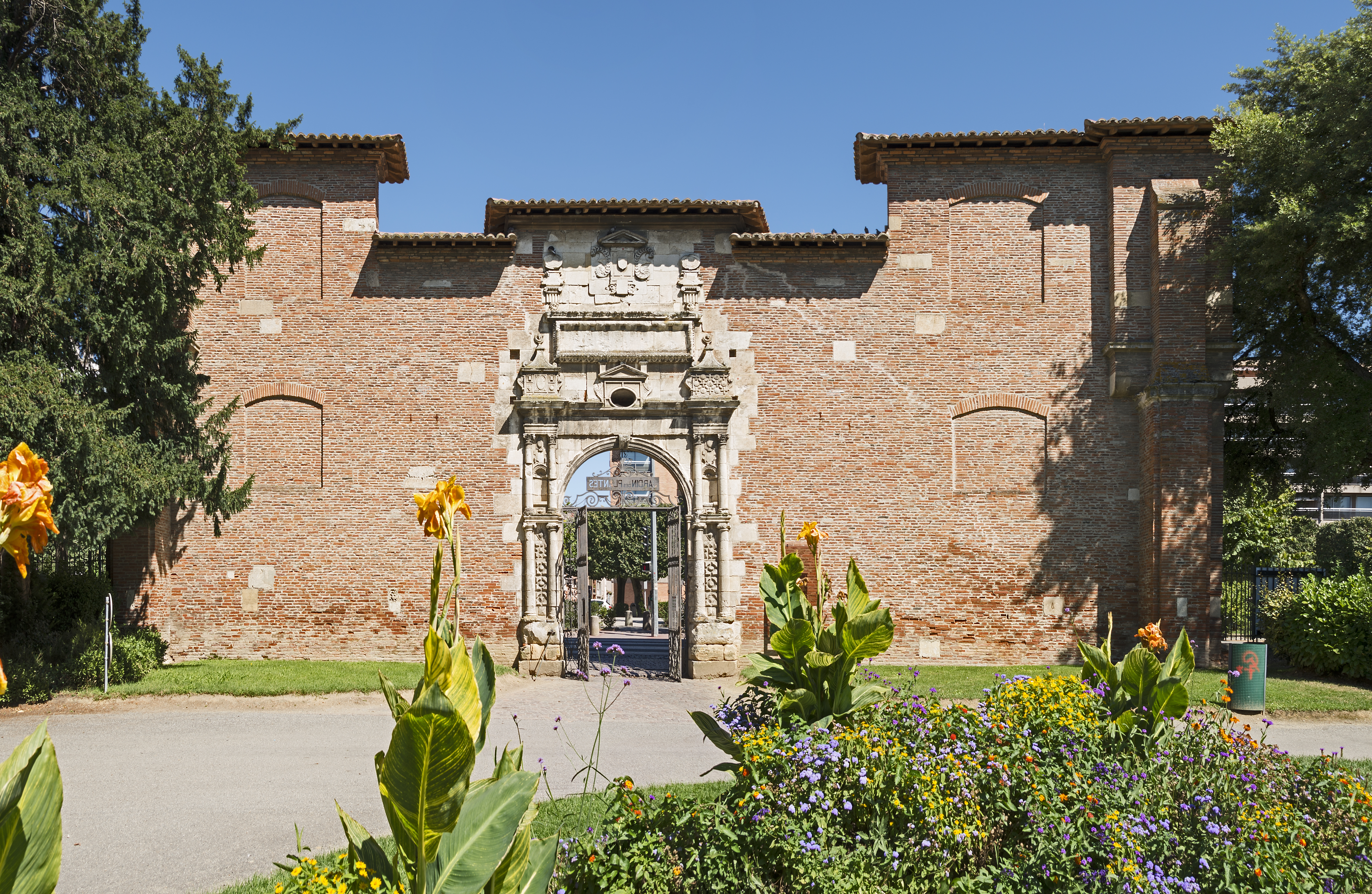
La porte de la Commutation, par Jean Aleman (1575-1576).

### Œuvres publiques
- Apollon du Belvédère. 
L'œuvre est une copie en marbre de l'Apollon du Belvédère, réalisée en 1787 par le sculpteur parisien Jean-François Lorta, probablement lors de son séjour à Rome. En 1861, elle est donnée par la famille Gontaut-Biron à la commune de Toulouse, et installée en 1883 dans le Jardin des Plantes. 
La statue est posée sur un socle en pierre de Mirepoix. Apollon est représenté nu, portant seulement une chlamyde sur les épaules et des sandales aux pieds. Le dieu, qui avance la jambe droite, la jambe gauche ne reposant que sur la pointe du pied, regarde dans la direction opposée. Sa chevelure est faite de longues mèches dont certaines sont ramenées en haut du front et nouées[26].

- La Course d'Atalante et d'Hippomène. 
Les deux statues qui figurent la course d'Atalante et Hippomène forment un ensemble très populaire depuis le début du XVIIIe siècle. La première est la copie en bronze d'un marbre antique du IIe siècle, acheté en 1665 par Colbert et installé pour Louis XIV dans les jardins du château de Marly en 1694. La deuxième est la copie d'une statue réalisée en 1712 par le sculpteur Guillaume Coustou à partir d'un marbre antique, et placée à cette date face à Atalante dans les jardins de Marly. L'ensemble est dès lors l'objet de nombreuses copies, comme celles réalisées en bronze au XIXe siècle par la fonderie d'art du Val d'Osne, mais aussi les fonderies Ducel et Thiriot. 
Les deux statues, placées de chaque côté de l'allée des Justes-des-Nations, près de l'entrée sud du Jardin des Plantes, se font face. Elles reposent sur un piédestal polygonal bâti en brique claire. Atalante, vêtue d'une tunique, est en train de courir. Hippomène, également en pleine course, tient deux des trois pommes d'or d'Aphrodite dans ses mains, prêt à en lancer une pour ralentir Atalante et remporter le défi qu'elle lui a lancé[27].

- Diane. 
En 1887, le sculpteur toulousain Alexandre Falguière réalise en marbre et présente au Salon des artistes français le modèle d'un plâtre créé en 1882. Il est acheté par M. Weld, un collectionneur américain qui en fait don au musée des Augustins en 1906. L'œuvre est par la suite exposée au Jardin des Plantes, avant d'être remplacée par une copie en résine. 
Diane, reconnaissable au croissant de lune qu'elle porte sur le front, est représentée entièrement nue. Elle a le bras droit levé, le gauche le long du corps, la tête légèrement tournée vers la gauche. Sa jambe droite est fléchie et son pied repose sur un petit piédestal[28].

- Mercure volant. 
L'œuvre est une copie en bronze du Mercure volant du sculpteur flamand Jean Bologne, fondue en 1623 dans les forges de l'arsenal de Toulouse par Bernard Py pour une fontaine du Petit-Montrabé, une propriété de campagne qui appartenait à Jean de Bertier et se trouvait à l'emplacement de l'actuel Jardin des Plantes. En 2010, l'œuvre originale est remplacée par une copie. 
La sculpture repose sur un piédestal en pierre de taille. Le dieu Mercure est figuré comme un jeune homme nu. Il tient dans la main gauche un petit objet, sans doute un caducée. Son pied repose sur le souffle d'une tête symbolisant Zéphyr[29].

- Monument au Capitaine Bernet, par Georges Vivent et Paul Bonamy (1938)[30].
- Monument à Pierre-Paul Riquet, par Guy Perrin (2016)[31].

- Le Printemps. 
Le Printemps, ou Chloris caressée par Zéphyr, est une œuvre en marbre du sculpteur James Pradier, créée en 1849. Il est acquis par l'État et confié au musée des Augustins. La copie en résine de la statue est installée au Jardin des Plantes en 1998.
La statue représente la nymphe Chloris, épouse de Zéphyr. Debout, légèrement déhanchée, la tête tournée vers la droite, elle est nue mais retient avec ses mains un long vêtement[32].

- Le Retour. 
Le Retour est une œuvre du sculpteur toulousain Auguste Seysses. Le modèle en plâtre, exposé au Salon des artistes français de 1896, est acheté par l'État et déposé au musée de Charleville en 1901. La même année, l'œuvre en marbre, également achetée par l'État, est dévolue au musée des Augustins, puis installée au Jardin des Plantes. En 1991, une copie en résine remplace l'œuvre originale.
Le groupe représente l'étreinte d'un jeune homme et d'une jeune femme, nus[33].

- fontaine Wallace (1883)[34].

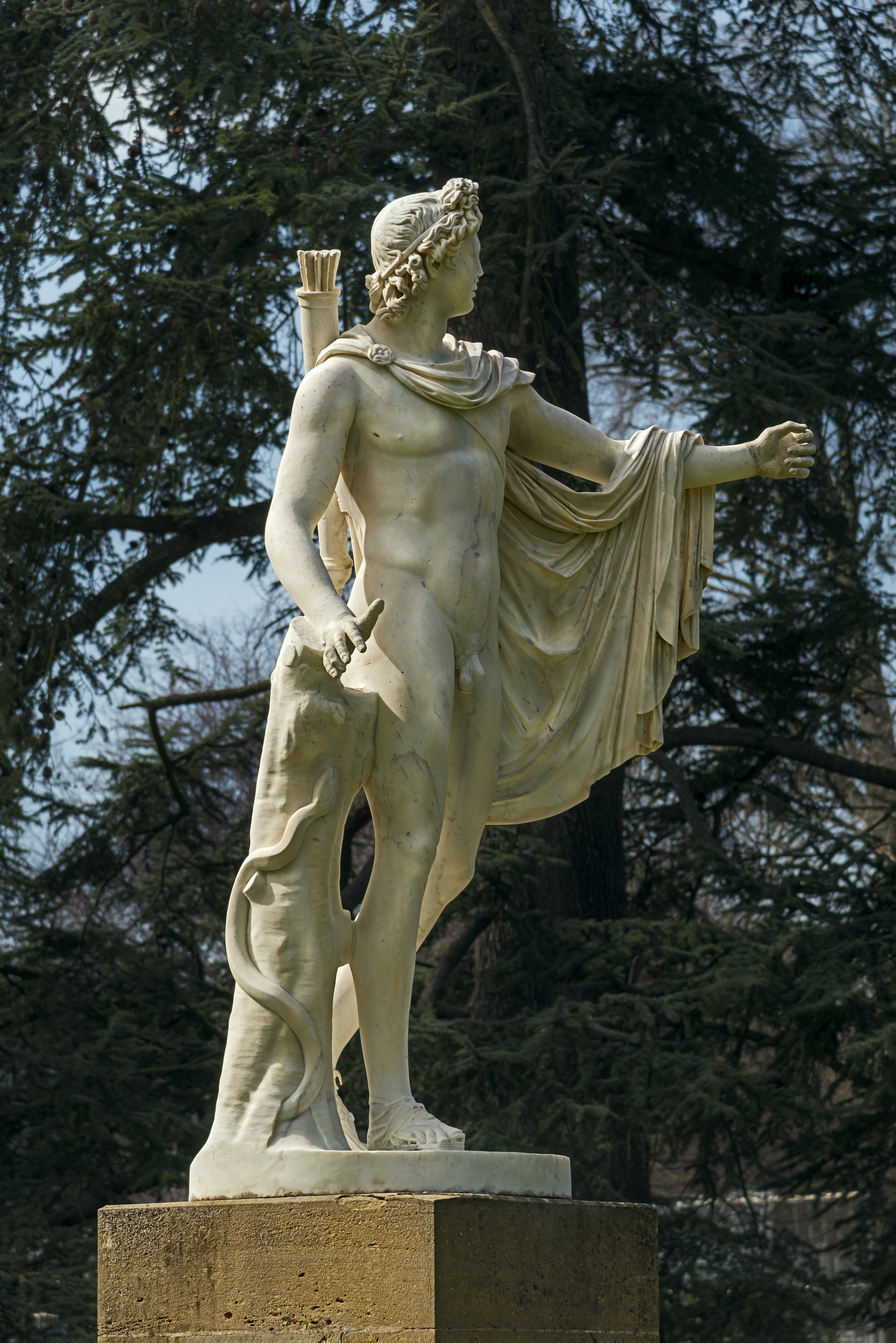
L'Apollon du Belvédère, par Jean-François Lorta (1787).
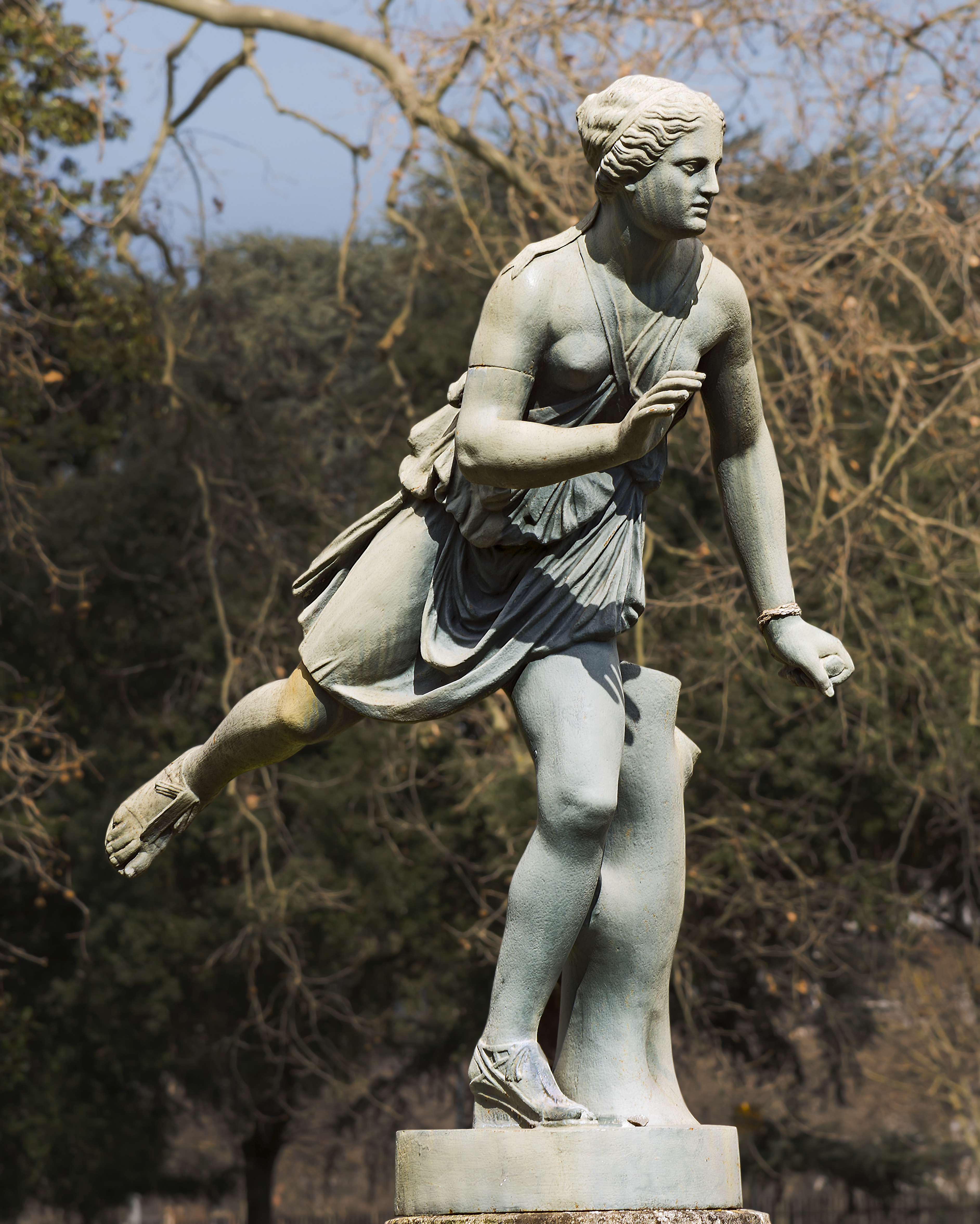
Atalante, par Pierre Lepautre (1704).
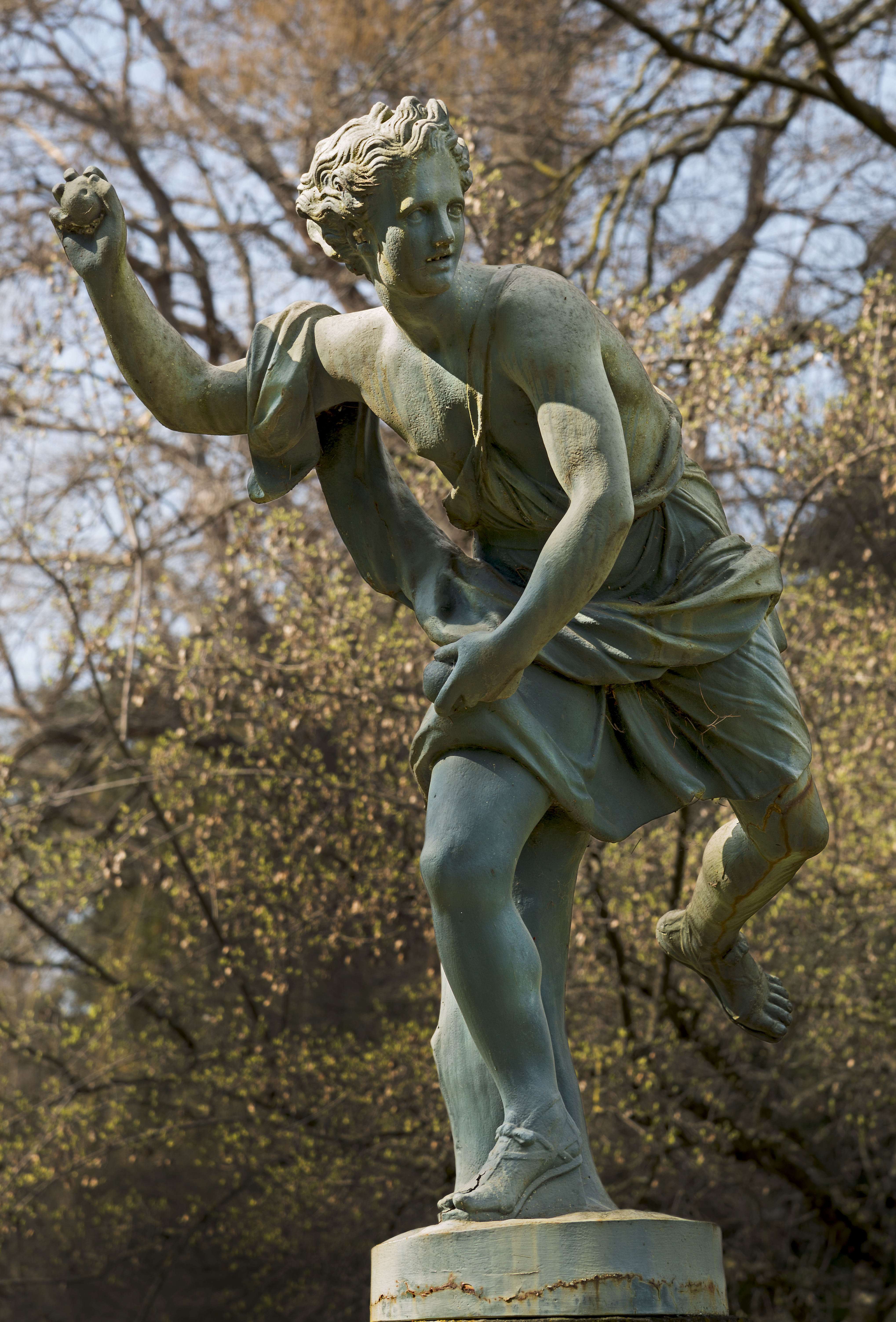
Hippomène, par Guillaume Coustou (1712).
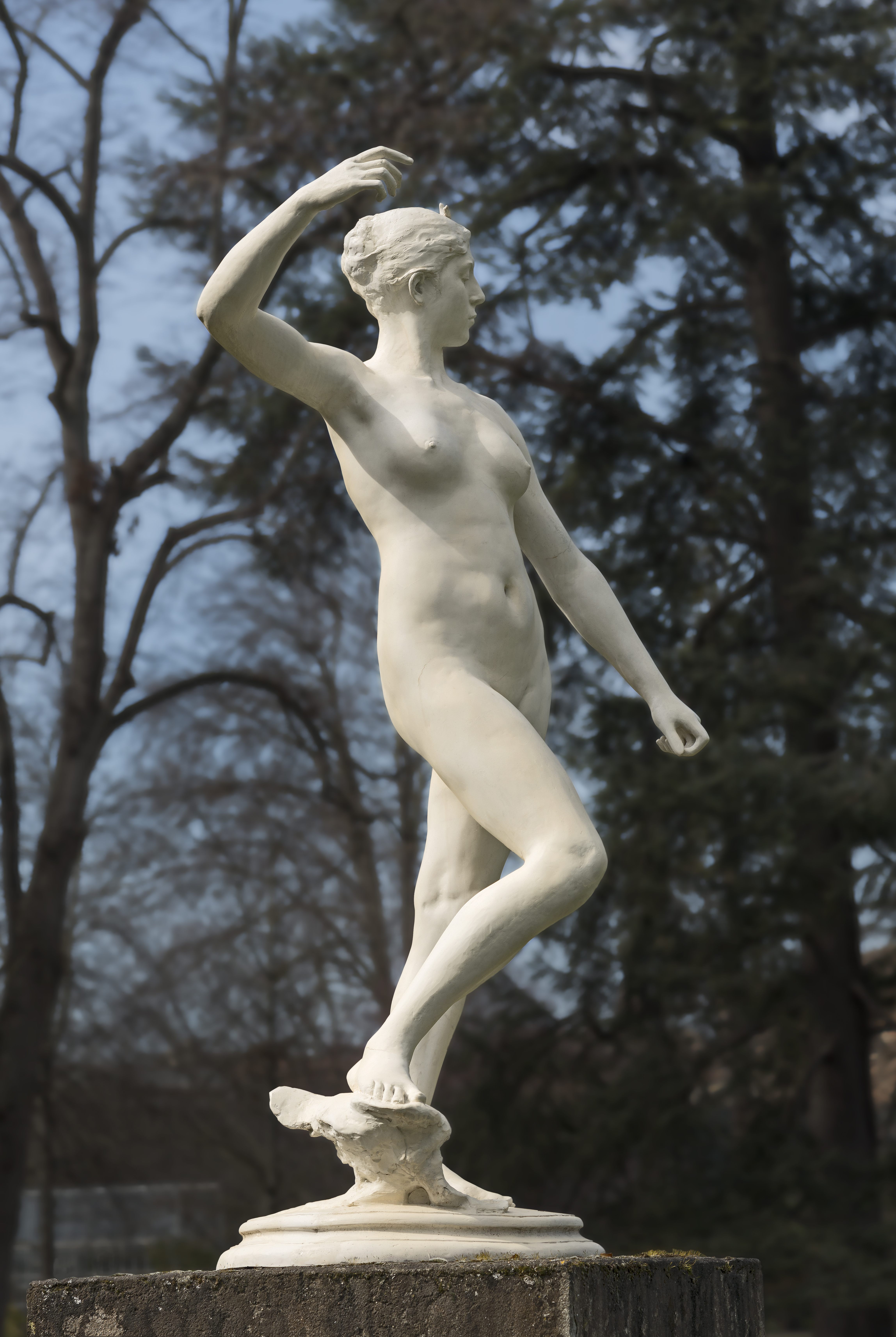
Diane, par Alexandre Falguière (1882).
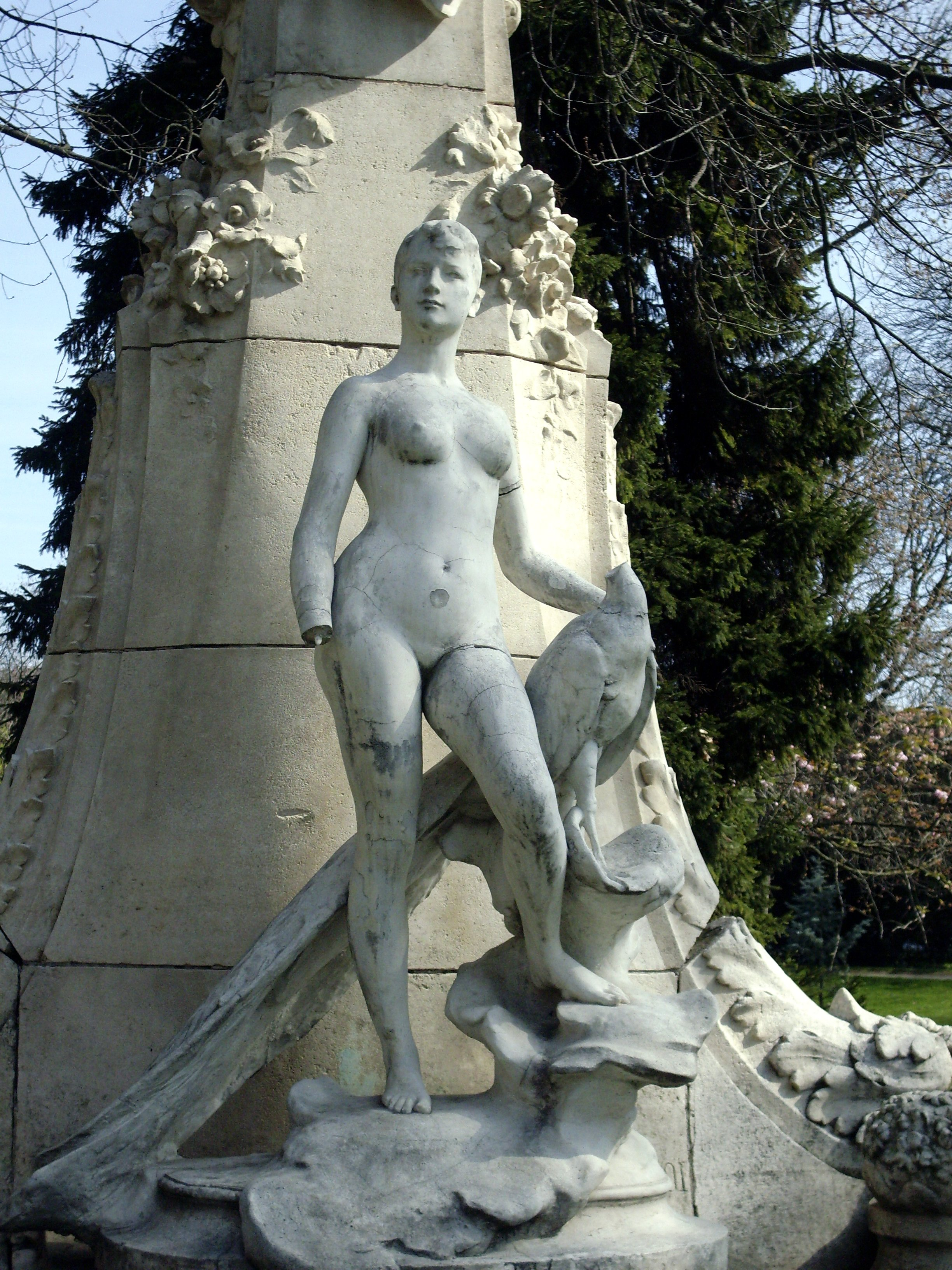
La Femme au paon, par Alexandre Falguière (1890).
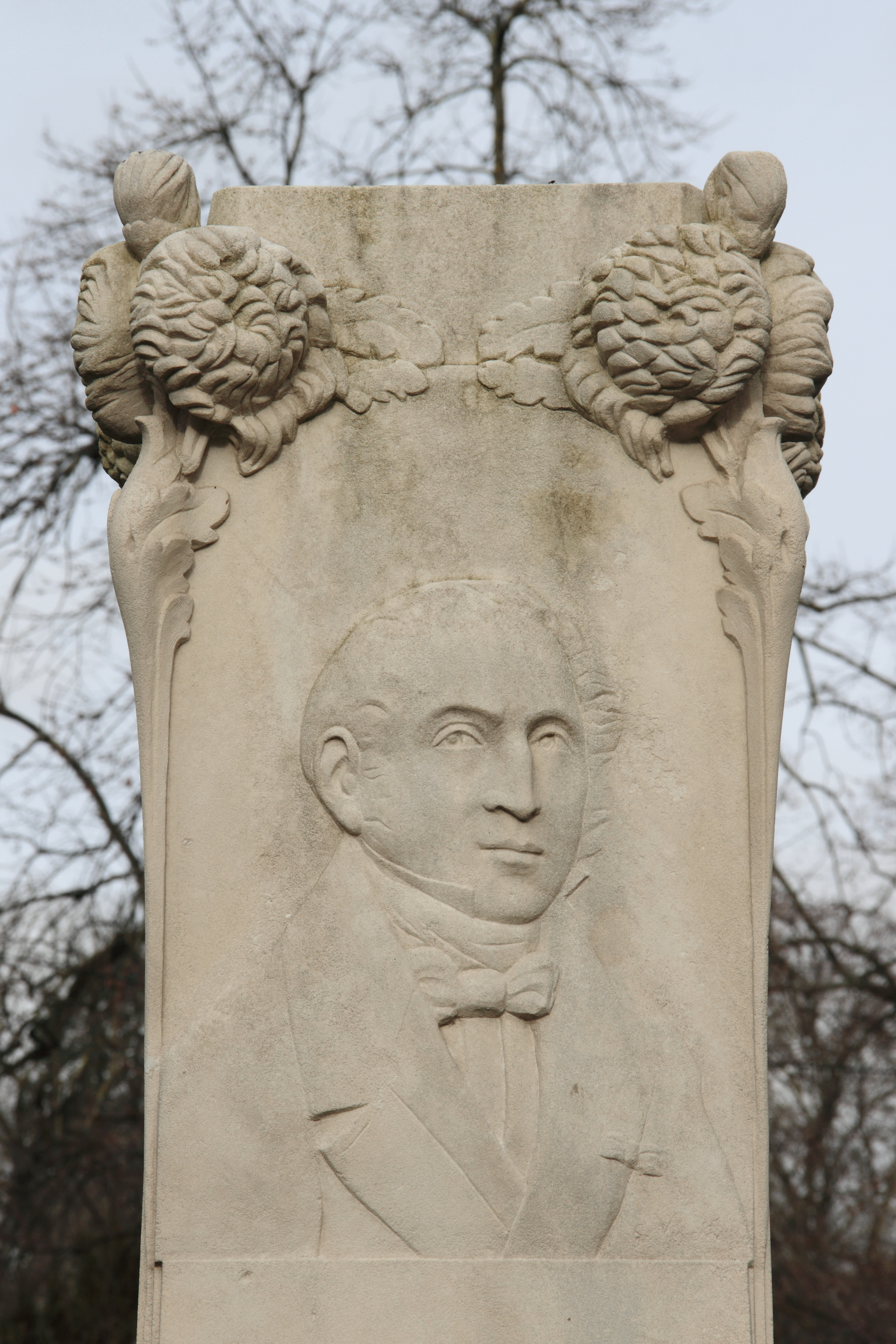
Monument au Capitaine Bernet, par Georges Vivent et Paul Bonamy (1938).

### Lieux de mémoire
- Le monument aux juste des nations
- Lieux symbolique des liens de Toulouse avec le reste du monde. Certains arbres sont consacrés aux amitiés entre les peuples :

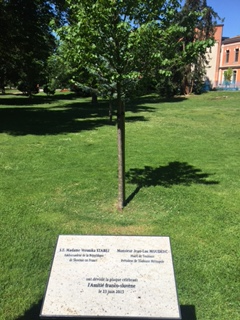
Plaque amitié France Slovénie

Un tilleul est consacré à l’amitié franco-slovène. Une plaque a été placée devant le tilleul en présence de Son Excellence Veronika Stabej, Ambassadeur de Slovénie en France. Cette plaque a été dévoilée le 23 juin 2015.